# Welstandsklasse
Welstandsklasse is een term die gebruikt wordt om de aantrekkelijkheid van een winkel- of kantoorlocatie aan te duiden. De schaal loopt in vijf stappen van A naar C, hierbij is een A-locatie het meest aantrekkelijk en een C-locatie het minst. In een enkel geval loopt de schaal van A naar D.
Binnen de uitgeverij wordt de indeling in klassen ook wel gebruikt om doelgroepen aan te merken.

## Locaties
De vijf stappen gaan als volgt: A1, A2, B1, B2 en C. Hieronder een overzicht van de verschillende klassen:

### A-locaties
De A-locaties voor winkels zijn opgesplitst in A1 en A2. Kantoren kennen echter alleen de A-locatie. Bij kantoren is een A-locatie goed bereikbaar, of is goed zichtbaar vanaf een grote weg.
Door uitgeverijen wordt welstandsklasse A aangeduid als hoogopgeleide bovenklasse met veel besteedbaar inkomen en een leidinggevende positie.
A1
De A1-locaties voor winkels zijn het duurst, de straten zijn meestal bekend als winkelstraat en trekken dan ook de grote (inter)nationale winkelketens, winkels uit het hogere segment en de meeste klanten aan. Bij de A1-locaties is er een maximale leegstand van 5%. Over het algemeen bevinden deze straten zich in de binnensteden.
A2
Aan de straten die naar de A1-locaties leiden, bevinden zich de A2-locaties. Er is iets meer leegstand, tussen de 5 en 10% en de landelijke ketens komen minder voor. Deze locaties zijn ook iets goedkoper. Vaak zijn er wel al meer parkeerplaatsen te vinden dan bij de A1-locaties.

### B-locaties
B-locaties zijn doorgaans goedkoper dan A-locaties. Vaak zijn hier speciaalzaken gevestigd.
B1
Omdat deze locaties goedkoper zijn, zitten op deze locaties veel lokale zelfstandige ondernemers. Veel voorkomende winkels zijn textiel- en schoenenwinkels, maar ook horeca.
Welstandsklasse B1 bevat in de indeling van publicaties net als A hoogopgeleide mensen die vaak wel leidinggevende posities hebben, maar veelal in een kleiner bedrijf. Ze hebben voldoende besteedbaar inkomen en vallen binnen de hogere middenklasse.
B2
Langs B2-locaties komt veel (auto)verkeer. Deze locaties kennen vaak grote winkelzaken, zoals discountzaken, sportzaken en supermarkten. Bij B2-zaken zijn ook grotere aantallen woningen te vinden. Ongeveer 80% van de zaken is in handen van zelfstandige ondernemers.
Uitgevers zien welstandsklasse B2 als de lagere middenklasse, met een meer op de markt gerichte opleiding en een redelijk besteedbaar inkomen. Samen met C betreft dit de modale Nederlander.

### C-locatie
Bij deze locaties bevinden zich vaak grote parkeerplaatsen en de huurprijs per m2 is hier laag. Doorgaans bevinden deze locaties zich buiten het stadscentrum. Bedrijven die zich hier vestigen zijn vaak voorzien van grote showrooms, voorbeelden zijn onder andere bouwmarkten.
Binnen de uitgeverswereld wordt welstandsklasse C samen met B2 als 'standaard' Nederlander gezien. B2 en C zijn gezamenlijk de grootste groep Nederlanders. Verschil met B2 is dat C veelal praktischer en minder lang geschoold is en jong gestart is met werken.

### Welstandsklasse D
Welstandsklasse D bevat de mensen met het minst besteedbare inkomen. Veelal hebben zij uitkeringen en zijn laag opgeleid of ongeschoold. Ze zijn ook wel te omschrijven als minima.